# Beg for Mercy
Beg for Mercy är hiphopgruppen G-Units debutalbum, skriven av rapparna 50 Cent, Lloyd Banks och Young Buck med stöd från Tony Yayo. Albumet utgavs i november 2003, 10 månader efter 50 Cents debutalbum Get Rich or Die Tryin'.

## Låtlista
| Nr | Titel                                                                 | Producent(er)                    | Längd | Samples                                                                          |
| -- | --------------------------------------------------------------------- | -------------------------------- | ----- | -------------------------------------------------------------------------------- |
| 1  | "G-Unit" (Young Buck, 50 Cent & Lloyd Banks)                          | Hi-Tek                           | 3:29  | "Million Dollars" av Triumvirat                                                  |
| 2  | "Poppin' Them Thangs" (50 Cent, Lloyd Banks & Young Buck)             | Dr. Dre & Scott Storch           | 4:01  |                                                                                  |
| 3  | "My Buddy" (Lloyd Banks, 50 Cent & Young Buck)                        | Thayod Ausar, Eminem, Luis Resto | 3:44  | "Agony or Ecstacy" av Ennio Morricone, innehåller ljudklipp från filmen Scarface |
| 4  | "I'm So Hood" (50 Cent & Lloyd Banks)                                 | DJ Twins, Eminem, Luis Resto     | 2:26  |                                                                                  |
| 5  | "Stunt 101" (50 Cent, Lloyd Banks & Young Buck)                       | Denaun Porter                    | 3:52  |                                                                                  |
| 6  | "Wanna Get To Know You" (Young Buck, Lloyd Banks & 50 Cent Feat. Joe) | Red Spyda                        | 4:25  | "Come Live with Me Angel" av Marvin Gaye                                         |
| 7  | "Groupie Love" (50 Cent, Tony Yayo & Lloyd Banks Feat. Butch Cassidy) | Dirty Swift, Bruce Waynne        | 4:14  | "Simply Beautiful" av Al Green                                                   |
| 8  | "Betta Ask Somebody" (Lloyd Banks, Young Buck & 50 Cent)              | Fusion Unltd., Jake One          | 3:53  | "Blue Leopard" av Pierre-Alain Dahan                                             |
| 9  | "Footprints" (Young Buck & 50 Cent)                                   | Nottz                            | 4:21  | "Walk with Me" av Martha Bass                                                    |
| 10 | "Eye For Eye" (Lloyd Banks, Young Buck & 50 Cent)                     | Hi-Tek                           | 3:56  | "Hello Love" av Eden Raskin.                                                     |
| 11 | "Smile" (Lloyd Banks & 50 Cent)                                       | No I.D.                          | 3:38  | "I Too Am Wanting" av Syreeta                                                    |
| 12 | "Baby U Got" (50 Cent, Young Buck & Lloyd Banks)                      | Megahertz                        | 4:04  |                                                                                  |
| 13 | "Salute U" (Young Buck & Lloyd Banks)                                 | 7th EMP                          | 3:00  | "Brandenburg Concerto #1 in F Major (Allego Moderato)" av Johann Sebastian Bach  |
| 14 | "Beg For Mercy" (50 Cent, Young Buck & Lloyd Banks)                   | Big-Toni, Jesse XL               | 2:39  | "Back Down" av 50 Cent                                                           |
| 15 | "G'd Up" (50 Cent, Lloyd Banks & Young Buck)                          | Dr. Dre & Scott Storch           | 4:47  |                                                                                  |
| 16 | "Lay You Down" (50 Cent, Young Buck & Lloyd Banks)                    | DJ Khalil                        | 4:03  | "Doctor Marvello" av Klaatu                                                      |
| 17 | "Gangsta Shit" (50 Cent, Young Buck & Lloyd Banks)                    | Needlz                           | 4:12  |                                                                                  |
| 18 | "I Smell Pussy" (Tony Yayo, Lloyd Banks & 50 Cent)                    | Sam Sneed                        | 3:58  | "The Greatest Sex" av R. Kelly                                                   |